# Yombe (peuple des Congo et d'Angola)
Pour les articles homonymes, voir Yombe.
Ne doit pas être confondu avec Yombe (peuple de Zambie et du Malawi).
Les Yombe forment  un peuple d'Afrique centrale, établi au Mayombe, au centre de la république démocratique du Congo (RDC), dans le sud-ouest de la République du Congo et au Cabinda (Angola). Ils appartiennent au grand groupe des Kongos. Leur Religion au vrai sens traditionnel n'est pas le christianisme, les peuples d'Afrique ne sont pas religieux, mais spirituels, et la spiritualité du peuple Bayombe est l'ancestralité coutumière.

## Ethnonymie
Selon les sources, on observe de multiples variantes : Mayombé, Bayombe, Iombe, Kiombe, Kiombi, Kiyombe, Majombe, Majumbe, Mayomba, Mayombe, Mayumba, Mayumbe, Yombés, Yumbe.
BaYombe est un pluriel bantou.
Mouyombi ou Nyombi signifie celui qui vit dans la forêt. Mayombi signifie la forêt. Mayombe veut dire la bravoure, Nyombe ou Mouyombe signifie le brave.[réf. nécessaire]

## Population
Leur nombre a été estimé à 300 000 en 1998.

## Langue
Ils parlent le yombe (ou kiyombe), une langue bantoue. Le nombre total de locuteurs était estimé à plus d'un million au début des années 2000, dont 669 000 en république démocratique du Congo (2002), 348 000 en République du Congo (2000) et 39 400 en Angola (2000).

## Culture
Les Yombe ont produit un grand nombre de sculptures, notamment des maternités et des fétiches à clous ou à miroir. Ces fétiches portent souvent des scarifications aux épaules. Leurs hautes coiffures pointues ou arrondies sont gravées de motifs géométriques. Une bouche entrouverte laissant apparaître des dents pointues leur confère parfois une expression menaçante.

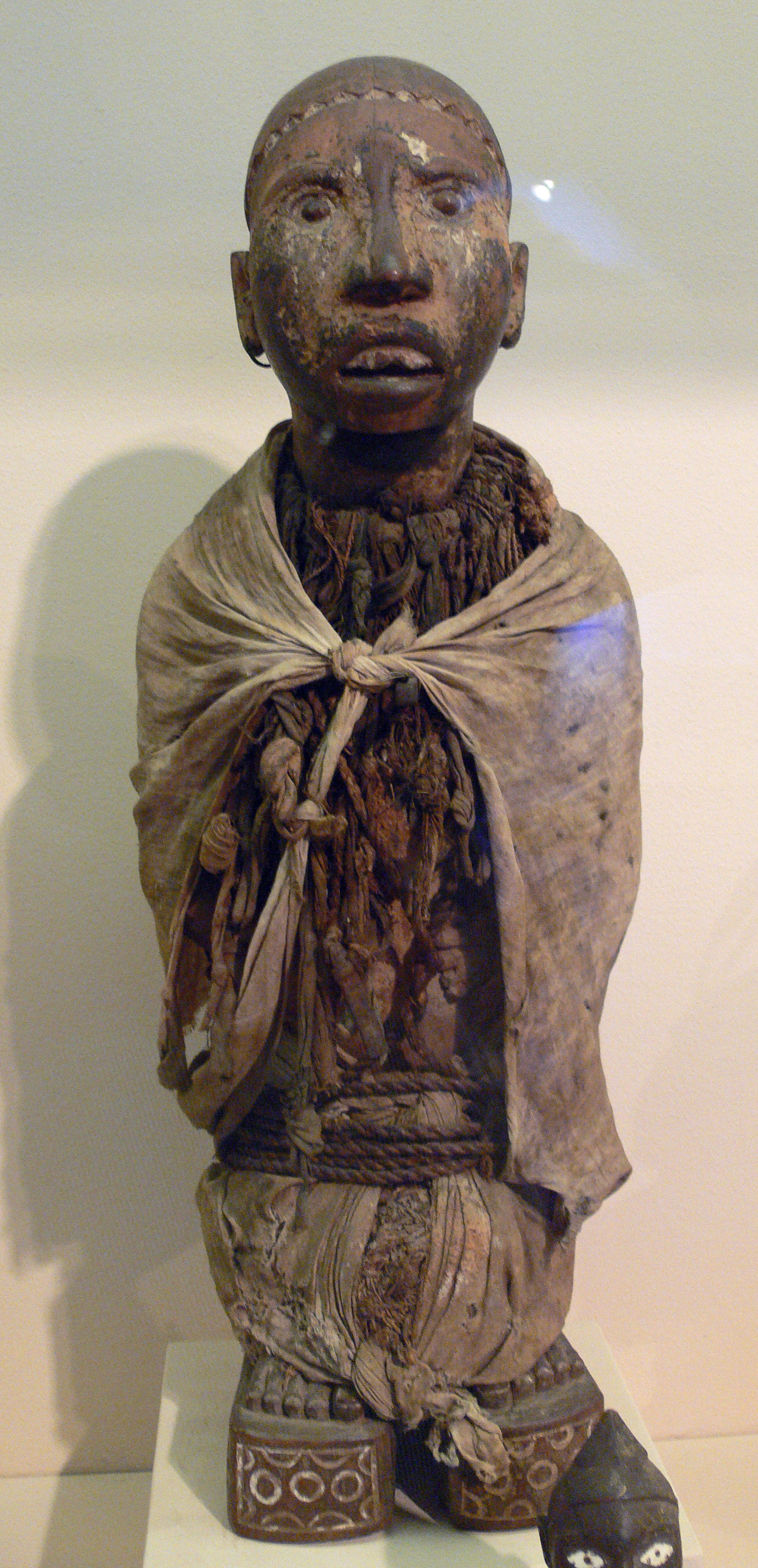
Fétiche à clous (Angola).
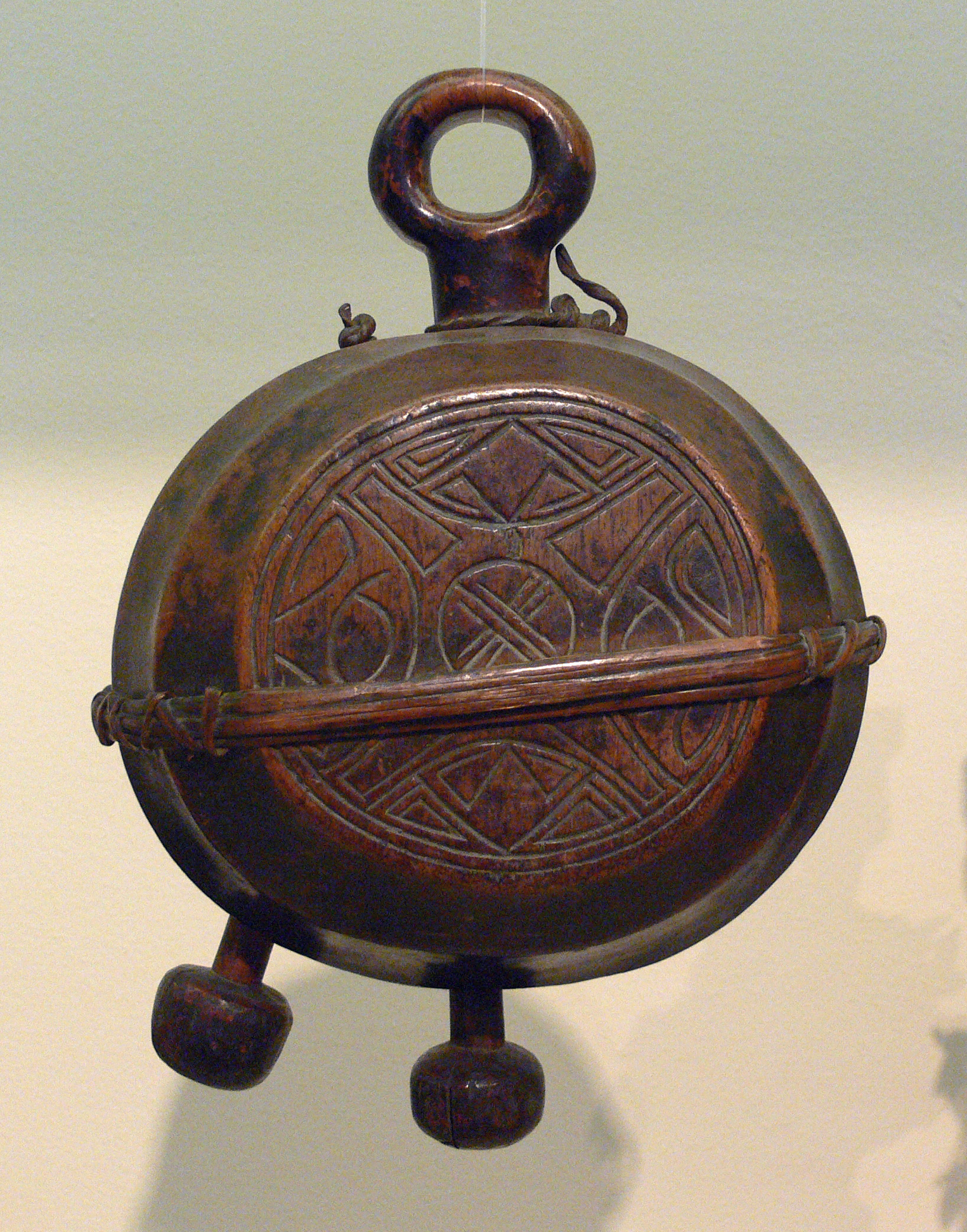
Cloche en bois de la société secrète khimba (RDC)[5].
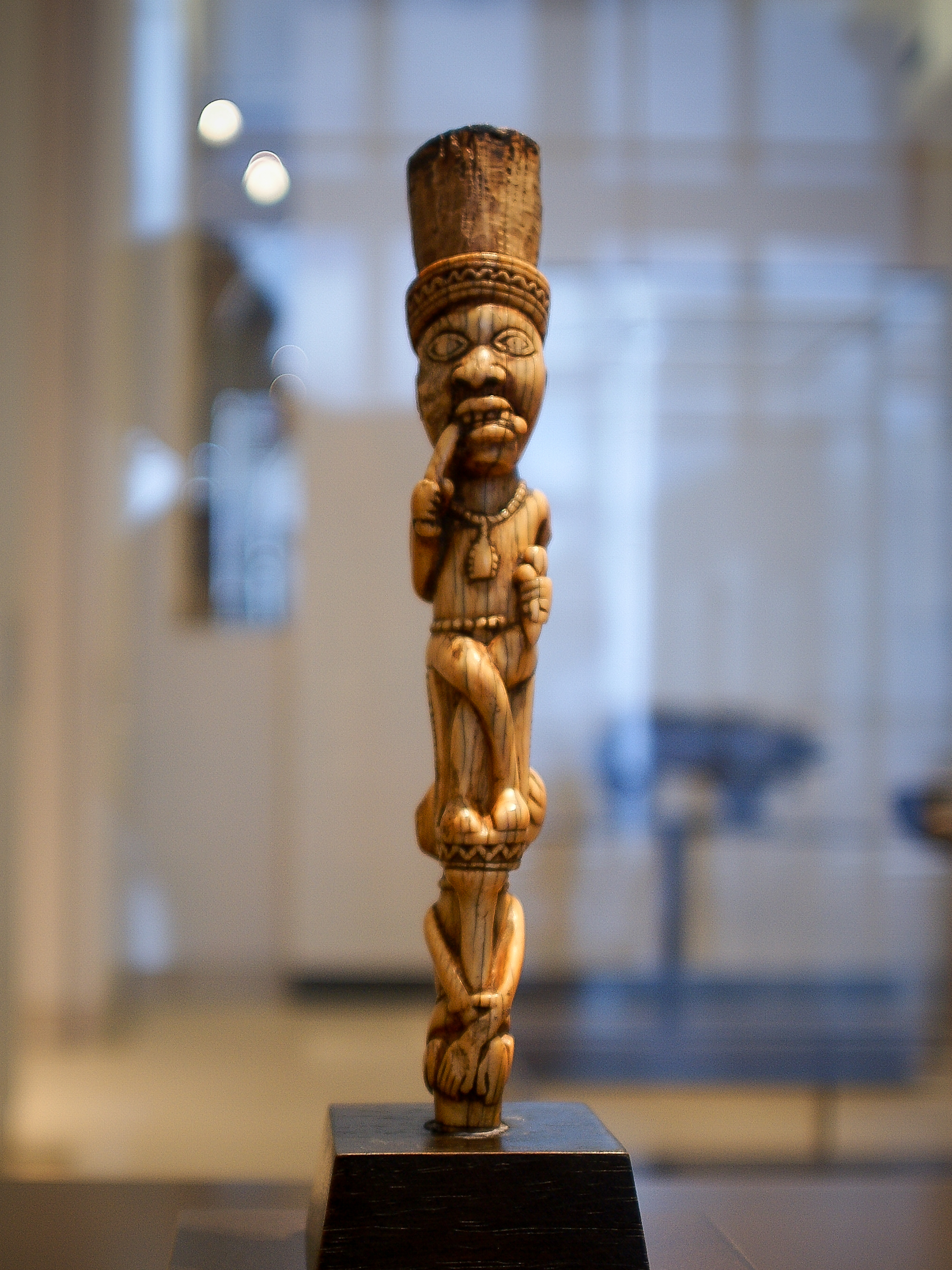
Sculpture yombé, sommet de sceptre, XIXe siècle.
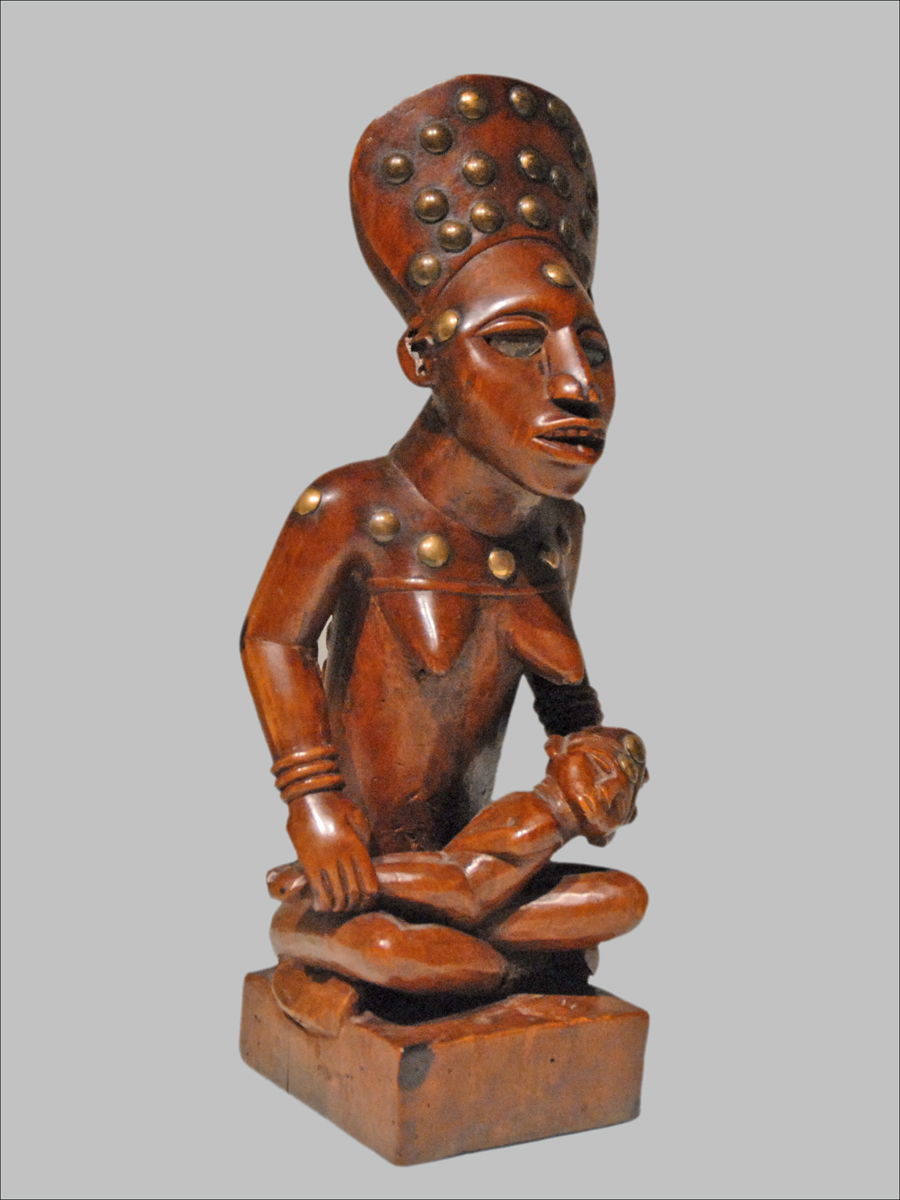
Maternité phemba[6] (RDC).
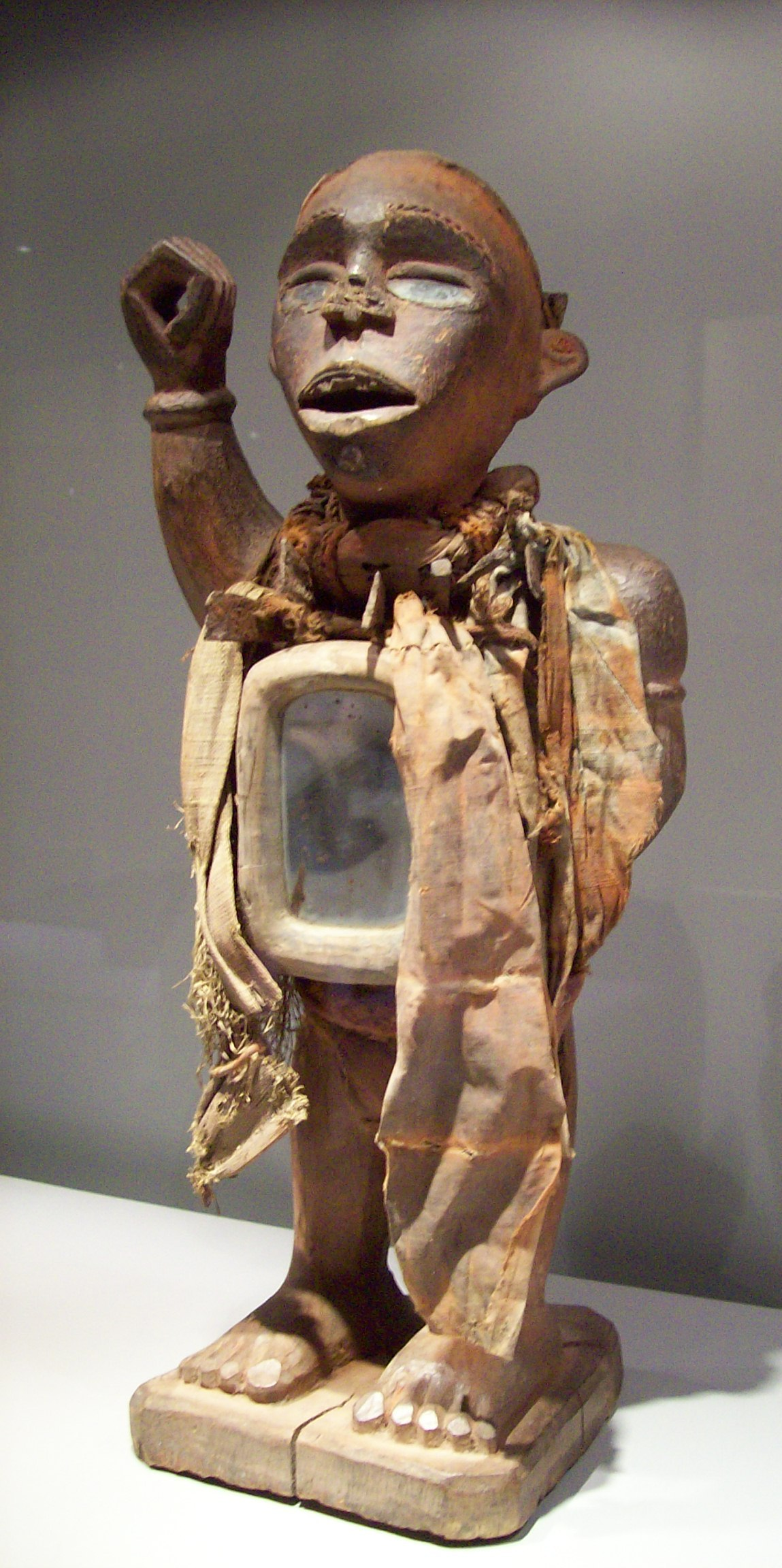
Fétiche à miroir à bouche entrouverte (Mayombe, RDC).

## Alimentation
L'un de leurs plats typiques est le bitoto. Riche en calories, il associe plusieurs produits agricoles (banane, feuilles de manioc, ignames...).